# Karmelitenkloster Dinkelsbühl
Das Karmelitenkloster Dinkelsbühl  ist ein ehemaliges Kloster der Karmeliten in Dinkelsbühl in Bayern.

## Geschichte
Das St. Katherina geweihte Kloster wurde 1290 von Würzburger Karmeliten gegründet. Sie errichteten es auf geliehenem bzw. geschenktem Grund und Boden des ehemaligen staufischen Hofgutes an der Wörnitzfurt. Es wurde 1803 im Zuge der Säkularisation aufgelöst. Nach der Aufhebung des Klosters beherbergten die Gebäude eine Brauerei, ein Salzlager, eine evangelische Kinderbewahranstalt und eine Höhere-Töchter-Schule. 
1812 erhielt die evangelische Kirchengemeinde durch Kauf das Klosteranwesen und die Karmelitenkirche. Die alte Kirche wurde 1839 abgebrochen. Von 1840 bis 1843 errichtete man auf den Grundmauern eine neue protestantische Hauptkirche im klassizistischen Stil. Die Einweihung fand am 19. November 1843 statt. 1924 bekam das Kirchengebäude den Namen St. Paul. Die ehemaligen Klostergebäude beherbergen heute das Gemeindehaus der Evangelisch-Lutherischen Kirchengemeinde, den evangelischen Kindergarten St. Paul und die Berufsfachschule für Musik des Bezirks Mittelfranken.